# Hôtel de la Surintendance
Pour les articles homonymes, voir Caserne Vauban (homonymie).
L’hôtel de la Surintendance est un ancien bâtiment administratif situé au no 9, rue de l’Indépendance-Américaine à Versailles, dans le département français des Yvelines, en région Île-de-France.
Surintendance puis direction générale des Bâtiments du roi et Cabinet des Tableaux, jusqu’à la Révolution, il devient, de 1834 à 1906, le Petit Séminaire, puis la caserne Vauban, de 1907 à 1995.
Abandonné depuis, sa réhabilitation est confiée aux sociétés IRP, en 2008 et Histoire & Patrimoine, en 2015.
Aujourd’hui, l’ensemble accueille une copropriété privée et une résidence étudiante.

## Situation
Situé au no 9, rue de l’Indépendance-Américaine, près de la pièce d’eau des Suisses, l’hôtel est immédiatement voisin de l’hôtel du Grand Contrôle, son pendant architectural, situé en face au no 12, accueillant aujourd’hui un établissement hôtelier de luxe.

## Histoire

### Les premiers bâtiments

Le roi Louis XIV.

Comme dans d’autres résidences royales où la cour se déplace, le roi Louis XIV, ordonne la construction d’un édifice destiné à accueillir la Surintendance des bâtiments.
Ce premier hôtel, construit vers 1670-1671, et qui donne alors son nom à la rue, est rapidement détruit lors de la construction de l’aile du Midi, de 1679 à 1682.
Rebâtit en 1683, sous l’égide du ministre Jean-Baptiste Colbert, alors surintendant, le second hôtel existe encore aujourd’hui, au no 6 de la rue, mais ce dernier s’avère rapidement exiguë, et ne conserve alors que la fonction temporaire de résidence du surintendant, le roi souhaitant parallèlement récupérer ces lieux attenant directement au château.

### L’hôtel de la Surintendance et le cabinet des Tableaux
Durant les années 1686-1687, soucieux de régler au plus vite cette affaire, le roi missionne son architecte Jules Hardouin-Mansart, afin de trouver un emplacement adéquat pour construire un nouvel hôtel. Finalement ce sont trois parcelles, qui sont choisies au bout de la rue de la Sur-Intendance et à l’angle du « Vieil Versailles » , appartenant respectivement au duc de Mortemart et à M. Piet de Beaurepaire, pour les parcelles non construites, et au fontainier Claude Denis, qui se voit dédommagé par Sa Majesté à hauteur de 11 500 livres pour la démolition d’une partie de sa maison, le 7 octobre 1688. D’emblée le troisième et dernier hôtel de la Surintendance est élevé sur les plans de l’architecte Jules Hardouin-Mansart, et achevé en 1692.

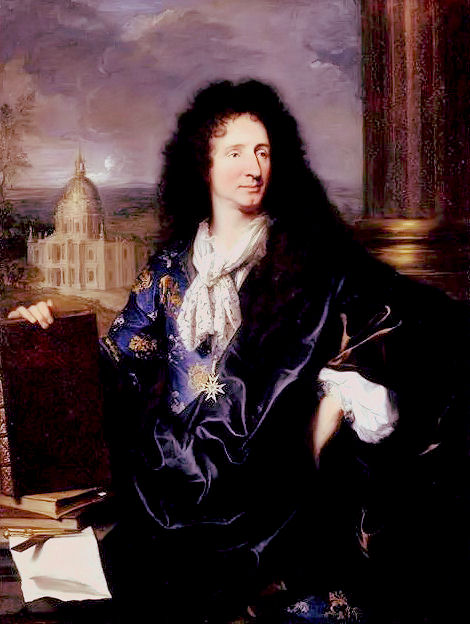
Jules Hardouin-Mansart.

À la suite de l’installation définitive du roi et de la Cour au château, un grand nombre d’œuvres d’art transite de Paris à Versailles. En 1690, à la suite du décès du peintre Charles Le Brun, un inventaire des peintures et sculptures est dressé, mentionnant ce transit depuis le Cabinet de l’ancien hôtel de Gramont à Paris et le Cabinet du Louvre, vers Versailles. L’hôtel de la Surintendance devient dès lors le principal magasin des collections royales notamment des peintures, les autres Surintendances, dont celles de Paris et Fontainebleau, ne conservant que des œuvres estimées secondaires, créant ainsi le cabinet des Tableaux du roi.
Alors simple bâtiment carré, l’hôtel se voit agrandi de 1699 à 1702, par une aile en retour sur jardin, destinée à accueillir le cabinet des Tableaux. Cette nouvelle extension donne par cinq travées de fenêtres sur le jardin de la Surintendance et par six sur la rue du Vieux-Versailles.
Dès l’été 1703, cette extension permet à Mansart et au peintre Christophe Paillet, garde des Tableaux du roi, de transférer toutes les œuvres qui sont alors remisées, faute de place, dans le Grand Commun. Ces transferts et installations durent jusqu’au début de l’année 1704, où Mansart fait rassembler toutes les œuvres qu’il considère de qualité, susceptibles de prendre place dans les différents appartements de la famille royale. En ce moment-là, Paillet, sur l’ensemble considérable d’œuvres en réserve, n’en dénombre que 41, entreposées dans le Cabinet, soit « 37 écoles italiennes, 3 écoles du Nord et 1 français », les restes des autres œuvres jugées de qualité prenant place dans les différentes résidences royales.
De 1705 à l’été 1707, Mansart fait rapporter 76 tableaux provenant du château de Saint-Germain-en-Laye, et une fois de plus l’espace vient à manquer; le roi, qui entretemps loue une partie d’un bâtiment mitoyen au sieur Deschars, dans le but de contenir ce nouvel arrivage, décide la construction d’une nouvelle extension dans le prolongement de la rue du Vieux-Versailles.
Le 15 mars 1709, la veuve du fontainier Denis est dédommagée par la somme de 40 000 livres, en vue de la démolition du reste de sa propriété. Cette nouvelle longue aile, accueille, au rez-de-chaussée, des bureaux, au premier étage, en sus de la galerie agrandie, des réserves et appartements de fonction avec vue sur une cour intérieure, et au deuxième étage, la réserve de tableaux.
Cette disposition ne change guère jusqu’à la fin du règne de Louis XIV, ainsi que pendant la Régence.

### Sous Louis XV
De retour à Versailles, en 1722, Louis XV fait ouvrir la collection au public dans les années qui suivent. À partir de 1738, à la suite de l’aménagement de ses petits appartements et à sa nouvelle façon de vivre, le roi fait rapatrier un grand nombre de tableaux, depuis plusieurs pièces qu’il fait détruire en ce sens, notamment le cabinet des médailles de Louis XIV et l’escalier des Ambassadeurs en 1752.
En 1747, Étienne La Font de Saint-Yenne, s’exprime sur un potentiel transfert des œuvres au Louvre par ces mots :
« chefs-d’oeuvre des plus grands maîtres de l’Europe et d’un prix infini, qui composent le Cabinet de Sa Majesté, entassés et ensevelis dans de petites pièces mal éclairées et cachées dans la ville de Versailles , inconnus ou indifférents à la curiosité des Étrangers par l’impossibilité de les voir. Une autre raison pressente pour leur donner un logement convenable, et qui mérite une attention bien sérieuse, c’est celle d’un dépérissement prochain et inévitable par le défaut d’air et d’exposition ».
Il reproche alors tout autant l’état des collections, que la fermeture des salles au public.

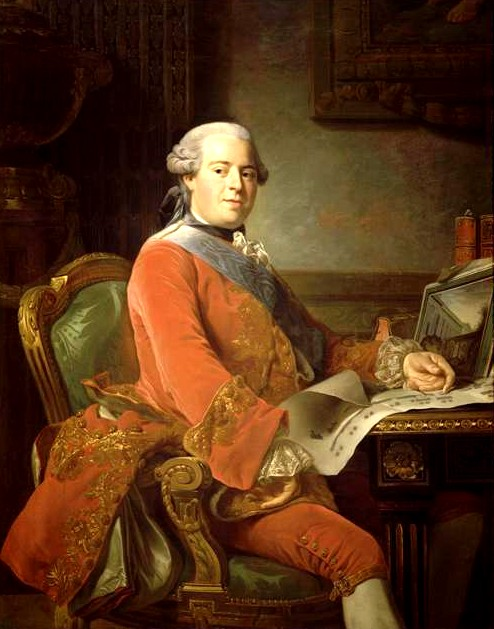
Le marquis de Marigny.

En 1748, ce ne sont pas moins de 802 tableaux qui se trouvent dans les réserves et dans le cabinet de la Surintendance, ayant entrainé leur fermeture au public dès 1740, en raison de leur état d’encombrement. Cette même année, Louis XV, demande à l’architecte Ange-Jacques Gabriel, un projet d’agrandissement, notamment la construction d’une vaste galerie à l’éclairage zénithal, s’étendant de la rue de l’Orangerie, à la rue du Vieux-Versailles.
Finalement ce projet est abandonné et la présentation d’une centaine de tableaux issue de cette collection se fait dans quelques salles du palais du Luxembourg, à partir du 15 octobre 1750, sur les conseils de Charles François Paul Le Normant de Tournehem, directeur général des Bâtiments du roi, créant ainsi le premier musée de France.
En 1751, de retour de Rome, Abel-François Poisson de Vandières, marquis de Marigny, frère de la marquise de Pompadour, prend ses fonctions de directeur général. Dès 1760, il fait totalement redécorer son vaste appartement de fonction, situé au rez-de-chaussée du bâtiment principal, le plus agréable, car donnant sur le jardin, et y installe quelques tableaux de peintres français. Si la rénovation de cet appartement est exécutée, il n’en va pas de même pour le reste de l’hôtel, notamment les neuf salles accueillant le Cabinet des Tableaux, qui, dès 1766, sont jugées en très mauvaise condition, notamment par l’architecte Jacques-François Blondel, qui estime alors, que tous les plafonds, dont le lattis est pourri, sont entièrement à reprendre. Un premier devis est proposé en vue de potentiels travaux estimés à 10 000 livres, puis un second devis en 1772, montant à 20 000 livres. Ces travaux ne sont cependant pas exécutés en raison de la priorité d’autres dépenses, notamment le mariage du Dauphin et de ses frères, écornant fortement les dépenses royales en cette fin de règne.

### Sous Louis XVI

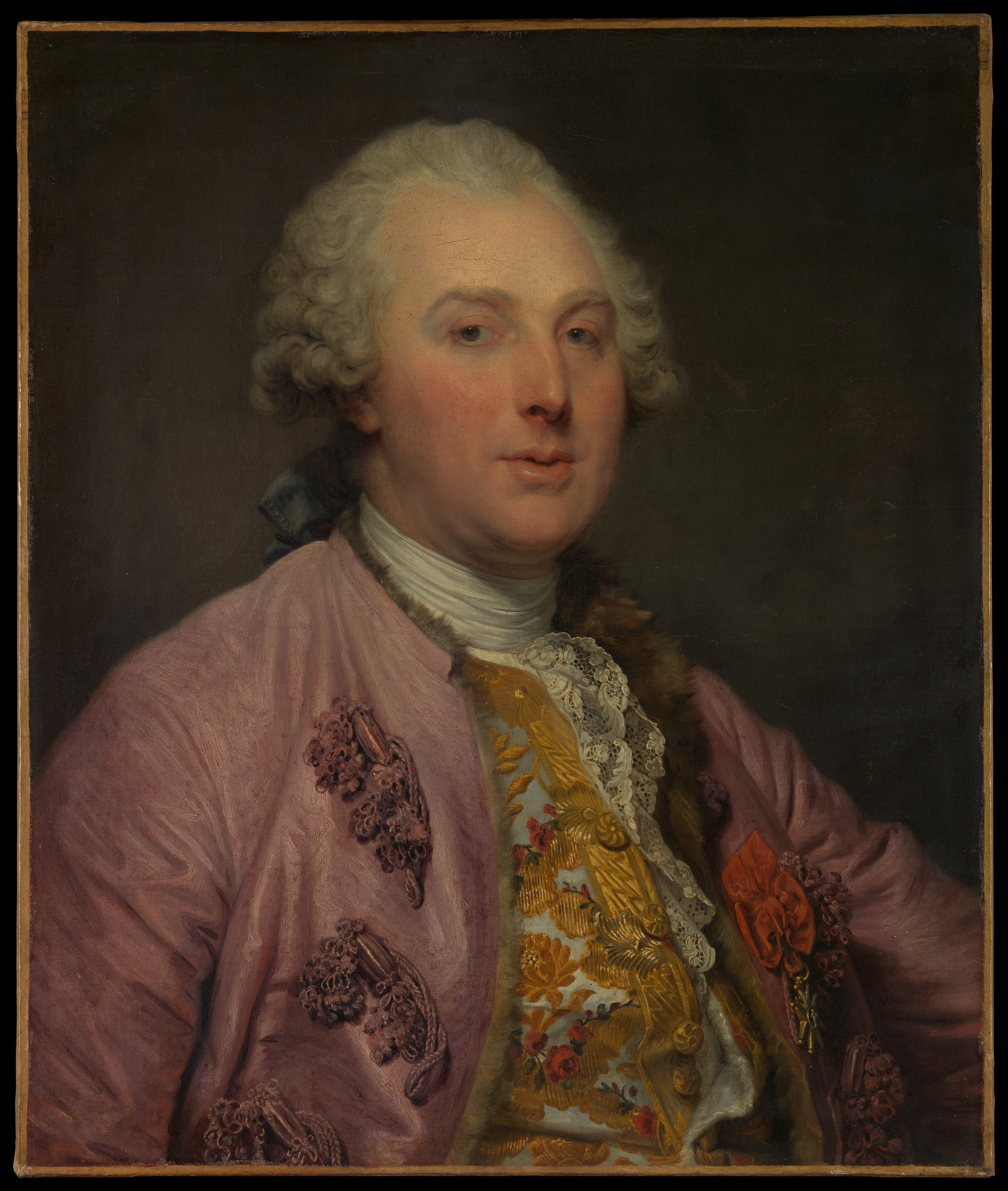
Le comte d'Angiviller.

En 1774, à la suite de la démission du marquis de Marigny, quelques mois auparavant, Charles Claude Flahaut de La Billarderie, comte d’Angiviller, prend ses fonctions.
En 1784, est exécuté le dernier inventaire d’importance, par le garde des Tableaux, Louis Jean-Jacques Durameau. Cet inventaire est divisé en trois volumes. Le premier reprend les dispositions des tableaux au travers des neuf salles que composent le Cabinet ; y sont notifiés, outre le nom des œuvres et celui de leur peintre, leur état de conservation. Le deuxième volume fait état des tableaux disposés en réserve et le troisième reprend les dispositions du premier mais en beaucoup plus soigné, avec des ajouts de lavis et d’aquarelle. Dans cet inventaire se trouve notamment représentée la célèbre Joconde et la Sainte-Anne, deux œuvres du peintre Léonard de Vinci.
En 1789, la disparition du Cabinet des Tableaux est amorcée, le 22 juin 1791, l’hôtel est mis sous scellés afin d’en faire un inventaire à partir de celui de 1784. Bien que les scellés soit levés durant le mois de novembre suivant, une partie des collections a déjà quitté l’hôtel pour la Grande Galerie du Louvre.
Entre 1792 et 1794, l’intégralité des tableaux, estimée à 1 782 135 livres, est envoyée à Paris, et le 11 octobre 1794, le Cabinet des Tableaux, vidé de ses dernières œuvres, cesse d’exister et l’hôtel de la Surintendance est, un temps, abandonné.

### Sous la Restauration

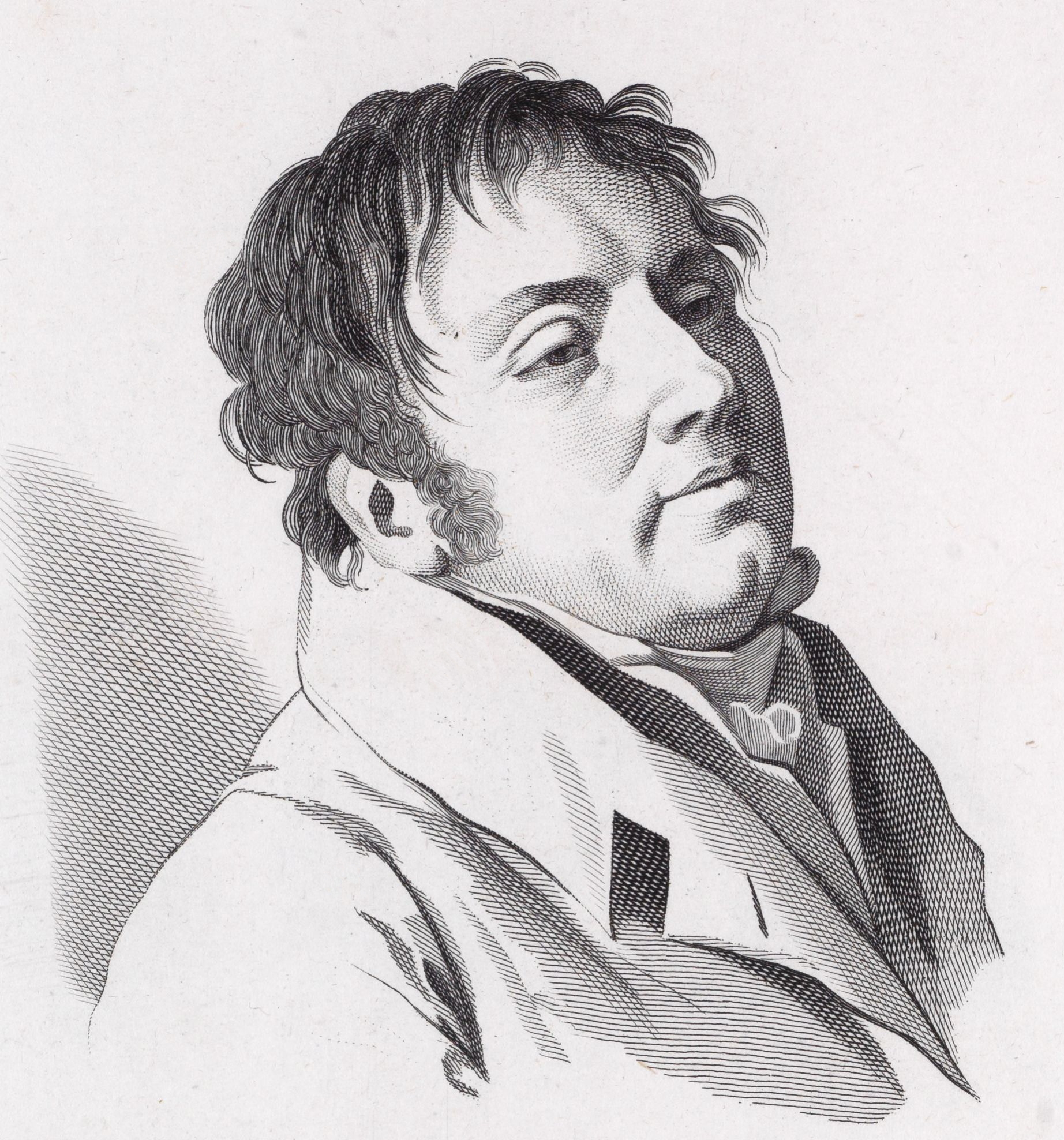
Alexandre Dufour.

L’hôtel est de nouveau occupé par les services de direction générale des Bâtiments, sous les règnes des rois Louis XVIII et Charles X. Faute d’un entretien sérieux, le bâtiment est alors dans un état de délabrement avancé, le roi Louis XVIII fait appel à son architecte Alexandre Dufour, afin de remettre l’hôtel en état. Les petits communs et écuries donnant sur la rue de l’Orangerie, séparés de l’hôtel par la cour, et jugés trop sévèrement atteints, sont entièrement détruits. L’architecte élève alors une vaste aile le long de cette rue, terminée par un pavillon reprenant l’architecture de l’hôtel, puis crée un nouveau bâtiment de trois étages, dont un en attique, au dessus du portail donnant sur la rue de l’Indépendance-Américaine.
L’aile, le long de la rue du Vieux-Versailles est elle aussi remaniée, et les façades perdent leur enduit de fausses briques, jugés démodés, au profit d’un épais enduit blanc.

### Le Petit Séminaire

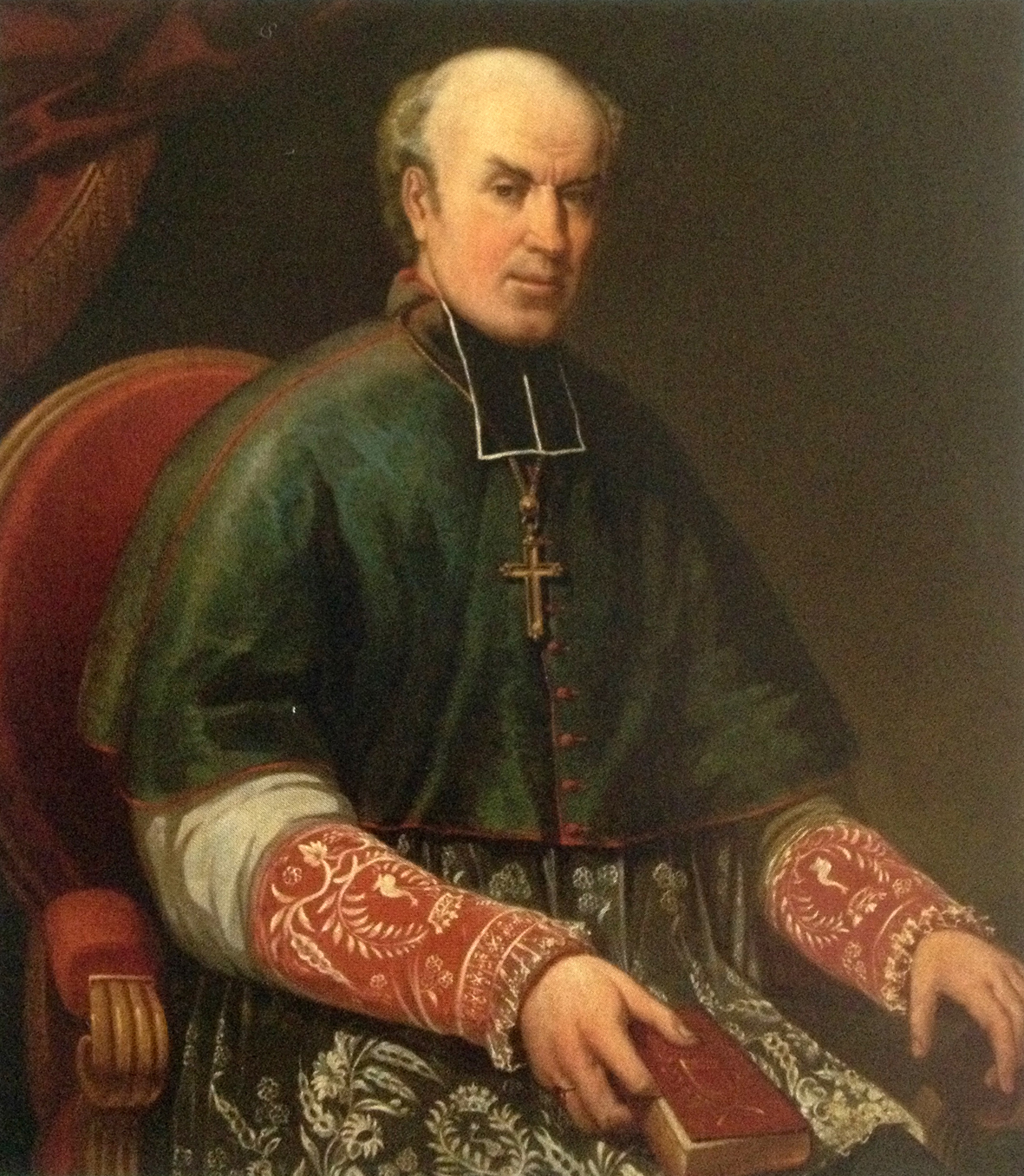
Mgr Blanquart de Bailleul.

Distrait des biens de la Couronne par la loi du 2 mars 1832, l’hôtel est vendu deux plus tard, à Mgr Louis Blanquart de Bailleul, évêque de Versailles, qui installe ce qui devient le Petit Séminaire. C’est ce dernier qui fait notamment construire la chapelle au no 3, rue de l’Orangerie. En 1836, l’hôtel accueille 200 élèves.
À la suite de la loi de 1905, sur la séparation de l’Église et de l’État, l’hôtel revient à la municipalité de Versailles.

### La caserne Vauban
L’hôtel est loué dès l’année suivante, au ministère de la Guerre, qui y installe son école du Génie militaire, devenant la caserne Vauban. L’État acquiert finalement l’édifice en 1934, et les services du Génie y restent jusqu’en 1995, date à laquelle le bâtiment entre de nouveau dans une longue période de déshérence.

### La réhabilitation
Au début des années 2000, les lieux sont alors divisés en deux lots principaux, l’un comprenant l’ancien hôtel de la Surintendance et ses bâtiments le long de la rue du Vieux-Versailles, et l’autre comprenant l’aile dite de l’Orangerie le long de la rue éponyme, ainsi que le pavillon et la chapelle lui faisant suite.
En 2008, lors de la réforme de la carte militaire, un protocole d'accord sur la transformation des bâtiments militaires en résidences est signée et l’aile de l’Orangerie est acquise par la société IRP en vue de transformer les lieux en résidence étudiante de 77 appartements. À partir de 2012, les travaux sont exécutés sous l’égide de Frédéric Didier, architecte en chef des monuments historique, et la résidence est livrée en 2014, en recevant le prix « Geste d’Argent » récompensant les chantiers exemplaires et innovants en matière de préservation et de restauration du patrimoine.
En 2015, l’hôtel de la Surintendance voit sa réhabilitation confiée à la société Histoire & Patrimoine qui transforme les lieux en une copropriété privée de 50 appartements de grand standing agencés autour de la vaste cour d’honneur et des deux jardins de l’hôtel. L’ensemble des cinq bâtiments que compose l’hôtel, est livré en 2017.

## Protection
L’édifice est classé aux monuments historiques dans son intégralité, par arrêté du 27 septembre 1929.